# Bulacan (Bulacan)
Bulacan is een gemeente in de Filipijnse provincie Bulacan op het eiland Luzon. Bij de laatste census in 2007 had de gemeente ruim 72 duizend inwoners.

## Geografie

### Bestuurlijke indeling
Bulacan is onderverdeeld in de volgende 14 barangays:
| - Bagumbayan - Balubad - Bambang - Matungao - Maysantol - Perez - Pitpitan | - San Francisco - San Jose - San Nicolas - Santa Ana - Santa Ines - Taliptip - Tibig |

## Demografie
Bulacan had bij de census van 2007 een inwoneraantal van 72.289 mensen. Dit zijn 9.386 mensen (14,9%) meer dan bij de vorige census van 2000. De gemiddelde jaarlijkse groei komt daarmee uit op 1,94%, hetgeen lager is dan het landelijk jaarlijks gemiddelde over deze periode (2,04%). Vergeleken met de census van 1995 is het aantal mensen met 18.053 (33,3%) toegenomen.

De bevolkingsdichtheid van Bulacan was ten tijde van de laatste census, met 72.289 inwoners op 72,9 km², 744 mensen per km².

## Geboren in Bulacan
- Deodato Arellano (26 juli 1844), propagandist en eerste president van de Katipunan (overleden 1899)
- Marcelo del Pilar (30 augustus 1850), schrijver, nationalist (overleden 1896);
- Gregorio del Pilar (14 november 1875), generaal Filipijnse revolutie (overleden 1899);
- Francisco Delgado (25 januari 1886), advocaat, rechter, ambassadeur en politicus (overleden 1964);
- Benigno Ramos (10 februari 1892), dichter en opstandelingenstrijder (overleden ?);
- Vicente Lava (24 december 1894), scheikundige en communist (overleden 1947)
- Francisco Rodrigo (29 januari 1914), advocaat, schrijver en politicus (overleden 1998);
- Lito Anzures (22 februari 1927), acteur (overleden 1995);
- Fortunato de la Peña (12 november 1949), minister.